# Project English
Project English – piąty studyjny album amerykańskiego rapera Juvenile’a. Zostały wydane dwa single "Set It Off" i "Mamma Got Ass". Rok po wydaniu albumu Juvenile opuścił Cash Money Records twierdząc, że wytwórnia nie dzieliła równo pieniędzy.

## Lista utworów
1. "Intro-Let’s Roll" (feat. Mikkey & Mannie Fresh)
2. "Set It Off"
3. "H.B. HeadBusta"
4. "4 Minutes" (feat. Hot Boys & Mannie Fresh)
5. "My Life" (feat. TQ)
6. "Get Your Hustle On" (feat. Baby)
7. "Sunshine" (feat. Big Tymers, B.G. & Lil Wayne)
8. "Be Gone" (feat. Big Tymers)
9. "Mamma Got Ass"
10. "They Lied" (feat. Baby)
11. "White Girl" (feat. Lil Wayne & Baby)
12. "In Ya Ass"
13. "Set It Off [Radio Remix]" (feat. Lil Wayne, Baby & Turk)
14. "In The Nolia"
15. "What U Scared 4" (feat. Lil Wayne)
16. "Outro-Let’s Go" (feat. Baby, Big G, Lac, Steppa, Mike & Sikwitit)